# 一串红
一串红（學名：Salvia splendens）是唇形科鼠尾草属的一种植物。也称爆竹红等，原生於巴西。可用作观赏花卉，全草可药用，有清熱解毒、消腫、涼血的功效。

## 形态
多年生草本植物，株高80～100厘米。叶子对生，卵形，有长柄，边缘锯齿状。夏秋顶生总状花序，边被红色茸毛，2～6朵小花轮生，唇形花冠，伸出花萼外；花色以红色居多，也有开白色花（一串白）；花萼萼状，与花瓣同色。花谢后，花冠脱落，花萼宿存；花期7～11月。

## 栽培
适合温度20℃－25℃，15℃以下叶色发黄，30℃以上花、叶变小。播種容易，而且所需關注不多。開花期由秋末至翌年早春，最適宜全年有充足日照（至少八小時），但在烈日下有一定程度的蔭頂會較佳。花苗不能沾水，否則會爛掉。在潮濕環境下其最大的害蟲為蛞蝓。

## 图集

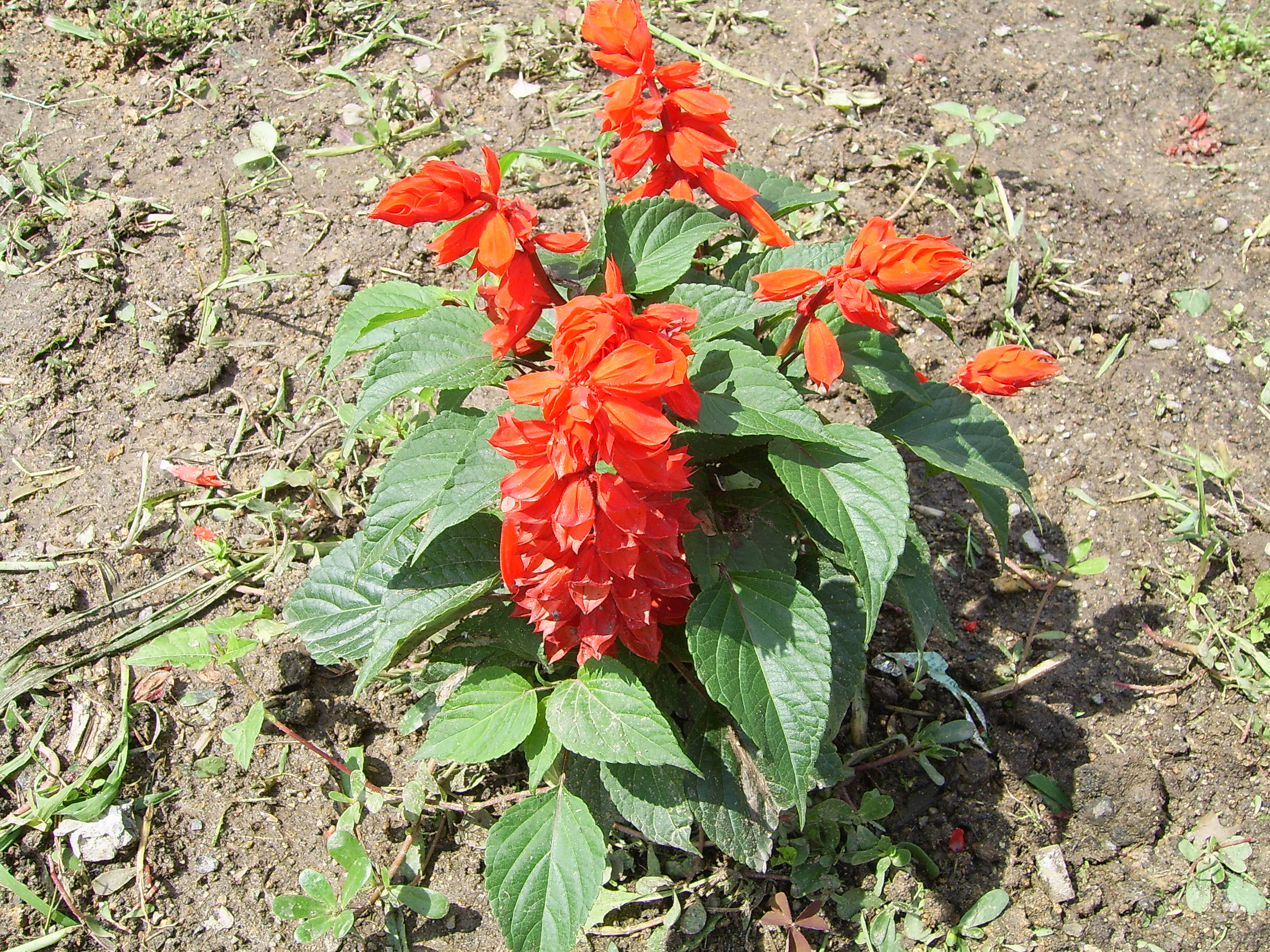
小植株
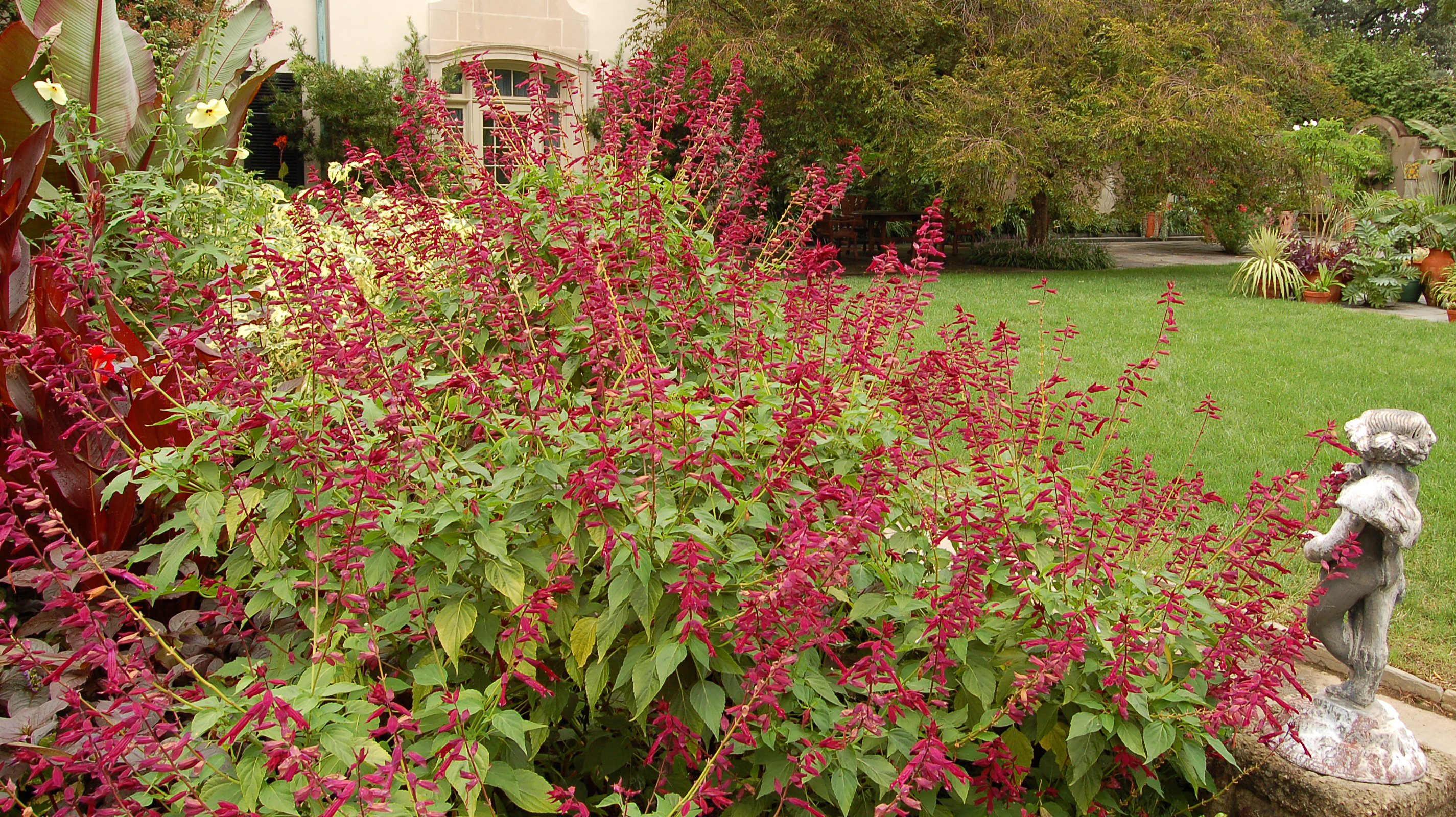
種滿一串紅的草地
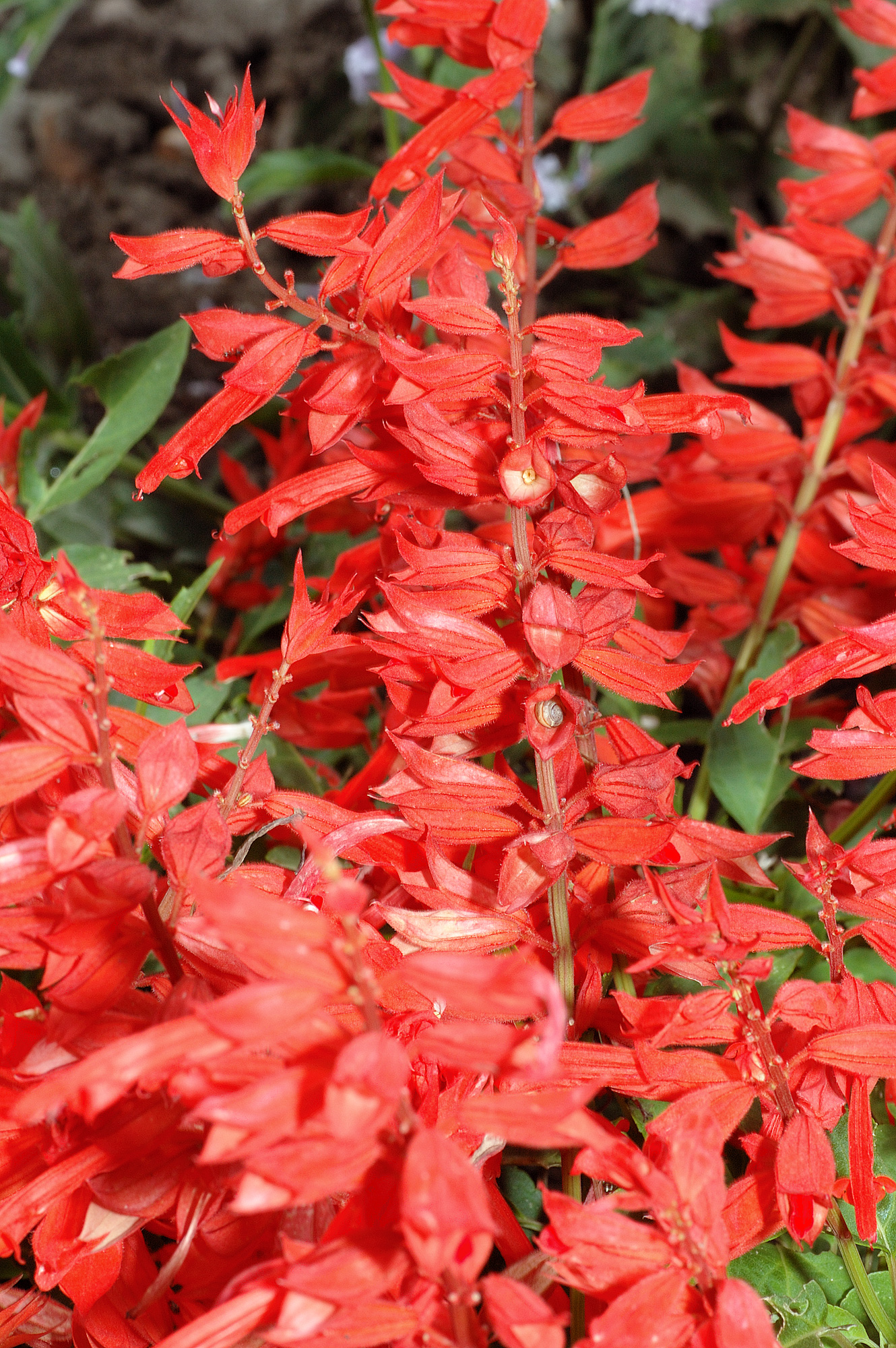
花簇
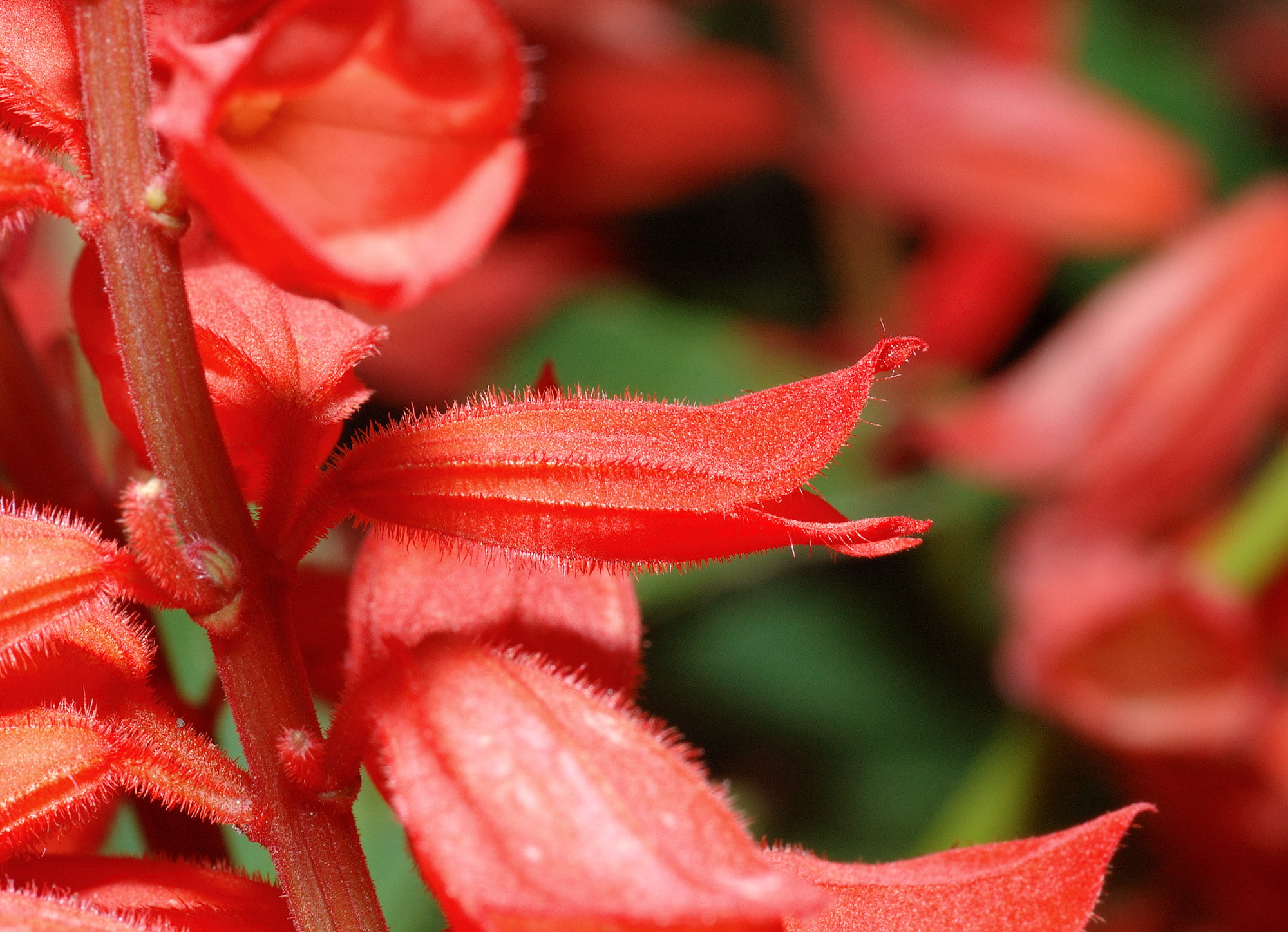
花的近鏡
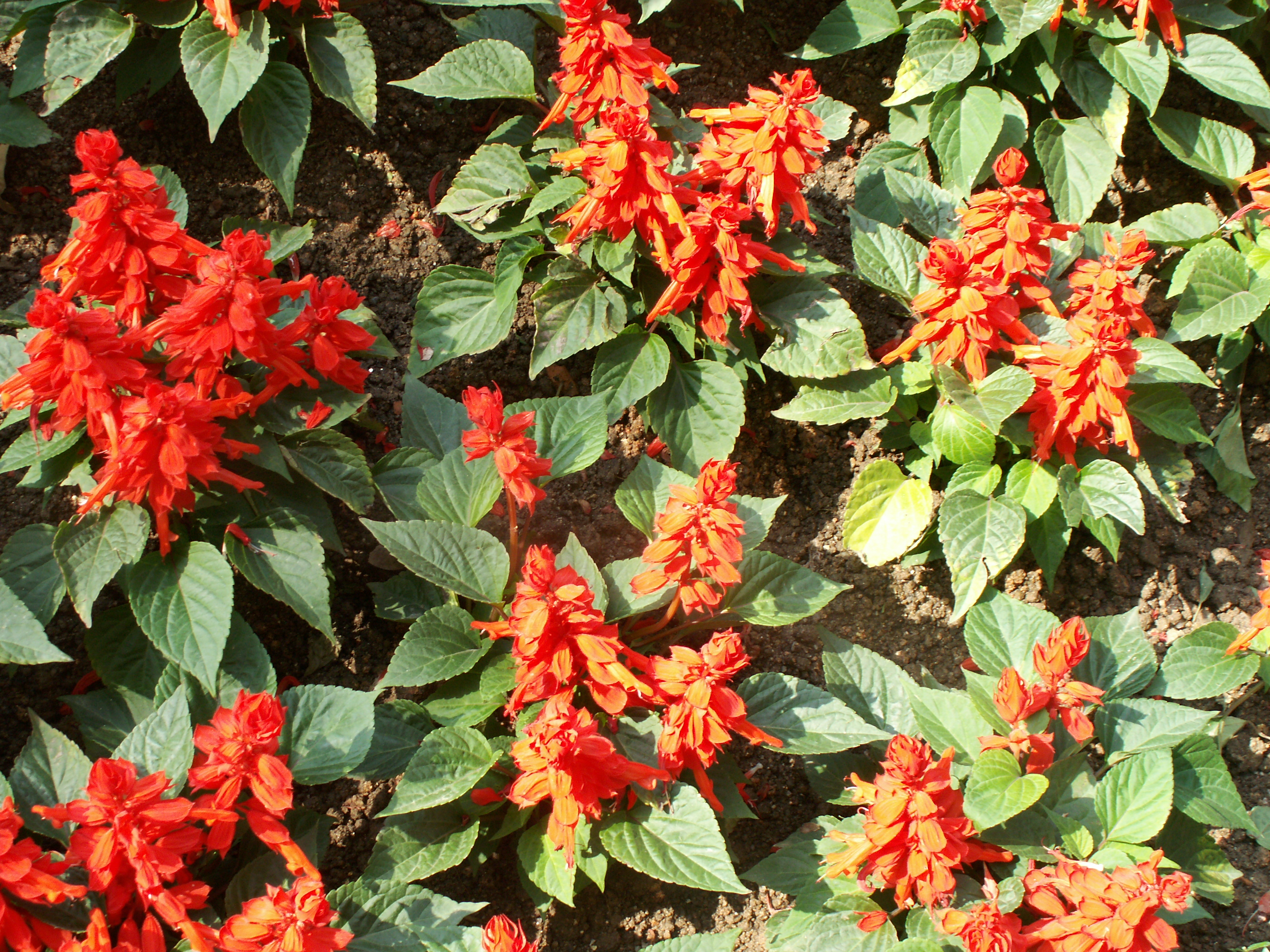
一群一串紅

## 外部連結
- 一串紅 Yichuanhong （页面存档备份，存于） 藥用植物圖像資料庫 (香港浸會大學中醫藥學院) （繁體中文）（英文）